# انریکه مورچیانو
انریکه مورچیانو (به انگلیسی: Enrique Murciano) (زاده ۹ ژوئیه ۱۹۷۳)، بازیگر، تهیه‌کننده آمریکایی است.
از فیلم‌های معروف او می‌توان به بازی در فیلم مانکورا، سرعت ۲، زیبایی موازی، قدیس و دختر شایسته اخلاق ۲: مسلح و شگفت‌انگیز اشاره کرد.